# Lucie Louette
Lucie Louette (ur. 15 lutego 1985) – francuska judoczka, mistrzyni Europy.
Startuje w kategorii wagowej do 78 kg. Złota medalistka mistrzostw Europy w 2013 roku. Wcześniej zdobyła dwa medale mistrzostw Starego Kontynentu: srebrny w 2011 roku i brązowy medal w 2010 roku.